# Plectus inquirendus
Plectus inquirendus är en rundmaskart. Plectus inquirendus ingår i släktet Plectus, och familjen Plectidae. Arten är reproducerande i Sverige.